# Province de Safi
Safi (en arabe : آسفي Asfi) est une province du Maroc, dans la région de Marrakech-Safi. Elle a le même nom que sa propre préfecture, Safi. Elle comptait 691 983 habitants en 2014.

## Géographie
De part et d'autre du ravin du plateau gréso-calcaire des Abda par l'oued Chabah, Safi s'étale en bordure de l'océan Atlantique, au fond d'une anse encadrée de falaises. Située au sud-ouest de la région Doukkala-Abda, la province de Safi est limitée au nord par la plaine des Doukkalas (province d'El Jadida), au nord-est par les plateaux des R'hamnas (province d'El Kelâa), au sud-est par les plateaux de chichaoua (province de Chichaoua), au sud par la province d'Essaouira et à l'ouest par l'océan Atlantique sur une longueur de 120 km environ. 
Safi se trouve à 138 km au nord-ouest de Marrakech, à 209 km au sud-ouest de Casablanca et à 212 km au nord d'Agadir.